# Tabata training
Il Tabata training, chiamato anche Guerrilla cardio, è una forma molto intensa di allenamento cardiovascolare anaerobico in Interval training.

## Caratteristiche
Il Tabata training o Guerrilla cardio nasce originariamente come una variante estrema del High Intensity Interval Training (HIIT). Quest'ultimo è un metodo di allenamento cardiovascolare che propone il concetto di Interval training, eseguendo su macchina aerobica una prestazione ad alta intensità (85-90% FCmax) per 20-30 secondi, intervallandola con fasi ad intensità moderata (50-60% FCmax) - cioè un recupero attivo - per circa 90 secondi sullo stesso macchinario, in un passaggio continuo.
Tale metodica impone un costante passaggio dal metabolismo anaerobico a quello aerobico in base alla variazione dell'intensità, per consentire un regolare recupero al fine di mantenere nel tempo la prestazione anaerobica. Numerosi studi sul HIIT, a partire dai primi anni novanta ad oggi, hanno riscontrato benefici sul miglioramento della prestazione cardiovascolare, sul dimagrimento, e sugli adattamenti fisiologici che sono stati giudicati paragonabili se non superiori rispetto alla tradizionale attività aerobica a moderata intensità e frequenza cardiaca costante (Steady State Training, SST). Si consiglia l'uso di un orologio o un timer per mantenere i tempi precisi, il numero di giri e l'intensità.

### Ricerca scientifica
Il metodo Tabata training venne concepito nel corso di una ricerca scientifica del 1996 dal Dr. Izumi Tabata e il suo team presso il National Institute of Fitness and Sports di Tokyo. L'équipe giapponese stava analizzando dei protocolli di allenamento e il loro effetto sui sistemi energetici degli atleti con l'obiettivo di trovare il modo di migliorare il condizionamento anaerobico e aerobico. Essi paragonarono due diversi protocolli, la normale attività aerobica a frequenza costante (70% VO2max per 60 minuti) su cicloergometro, e un protocollo intermittente su cicloergometro della durata di 4 minuti che nelle fasi di picco ad alta intensità raggiungeva valori sovramassimali sul consumo di ossigeno. Il protocollo sfruttava sia i meccanismi aerobici che anaerobici e prevedeva 20 secondi di prestazione ultraintensa ad intensità sovramassimali (circa 170% VO2max), alternata ad un periodo di riposo di 10 secondi, in un ciclo consecutivo ripetuto più volte la cui durata raggiungeva i 4 minuti (7-8 cicli). Il gruppo che svolgeva lo steady state ottenne un aumento piuttosto significativo del VO2max (10% circa) ma non aveva ottenuto alcun beneficio sul miglioramento della capacità anaerobica. Il gruppo che sperimentò il Tabata ottenne un incremento del 14% VO2max e un incremento del 28% della capacità anaerobica.
I ricercatori conclusero che il tradizionale steady state training migliora la potenza aerobica ma non migliora la capacità anaerobica, mentre l'esercizio intermittente ad alta intensità (poi battezzato Tabata training) può migliorare sia il condizionamento aerobico che anaerobico in maniera significativa, probabilmente tramite l'intenso stimolo di entrambi i sistemi energetici. Questo fu il primo studio a dimostrare come un protocollo vascolare possa migliorare in modo così significativo sia la potenza aerobica che quella anaerobica. Secondo i ricercatori, "l'incremento del 14% del VO2max in sole sei settimane fu uno dei più alti valori mai registrati nella scienza dell'esercizio fisico" (Izumi Tabata). L'intensità del primo protocollo (70% del VO2max) non stressava il metabolismo anaerobico (produzione di lattato e debito di ossigeno), quindi era prevedibile che la capacità anaerobica sarebbe rimasta invariata. D'altra parte, nei soggetti del gruppo ad alta intensità ad esaurimento, e il picco dei livelli di lattato nel sangue indicarono che il metabolismo anaerobico veniva stressato al massimo. Quindi non sorprese che la capacità anaerobica fosse aumentata in modo significativo.
Un recente studio condotto da Olson (2013) ha voluto determinare il costo energetico del Tabata training durante e a seguito del protocollo. La ricerca ha coinvolto 15 individui (12 donne, 3 uomini) la cui spesa calorica è stata misurata prima, durante e 30 minuti dopo un allenamento Tabata mediante il monitoriaggio del VO2max. In questo caso il Tabata non prevedeva l'uso delle macchine cardio, ma era composto da 8 cicli di jump squat senza carico. I risultati hanno mostrato che i partecipanti consumavano 13.5 kcal al minuto. Olson ha anche scoperto che a distanza di 30 minuti, il tasso metabolico di ogni individuo era doppio rispetto allo stato prima l'allenamento. "Questo particolare stile di interval training ha profondi effetti anche sul metabolismo post-esercizio a breve termine. Ci vorrebbero cinque volte la quantità di esercizio cardio tipica, come una camminata intensa di 20 minuti, per spendere lo stesso numero di calorie che [vengono bruciati in] 4 minuti di Tabata". (Michele Olson).
Un'altra ricerca recente condotta da Emberts et al. (2013) ha voluto stabilire l'intensità relativa e il dispendio energetico del Tabata training. La ricerca ha coinvolto 16 soggetti allenati (8 donne e 8 uomini) a cui vennero prescritti due protocolli Tabata su esercizi callistenici e pliometrici. Il protocollo consisteva in 4 segmenti, ognuno dei quali prevedeva un differente protocollo Tabata da 4 minuti in callistenia e pliometria. I 4 segmenti venivano svolti in successione separati da 1 minuti di recupero totale. Il dispendio calorico era mediamente di 14.5 kcal/min, mentre il dispendio calorico totale variava tra le 240 e le 360 kcal per i 20 minuti di allenamento. L'intensità media durante i due protocolli Tabata risultava a circa l'86% HRmax, a circa il 74% VO2max e circa un punteggio di 15 (duro) sulla scala RPE. I ricercatori conclusero che una sessione di Tabata da 20 minuti, utilizzando vari circuiti di esercizi callistenici e pliometrici, è conforme alle linee guida del ACSM per migliorare la resistenza cardiorespiratoria. Inoltre, i vari cicli sono stati ben tollerati dai soggetti ed hanno comportato un aumento della spesa calorica di là di quello che normalmente è stato rilevato col completamento di un normale protocollo da 4 minuti.

### Considerazioni
Il massimo consumo di ossigeno o VO2max è generalmente considerato come la migliore unità di misura della POTENZA aerobica. Come l'intensità dell'esercizio aumenta, il corpo alla fine raggiunge un limite di consumo di ossigeno. Questo limite è il picco della capacità aerobica, o il 100% del V02max. Con l'aumento dell'intensità oltre il 100% V02max, per produrre energia il corpo deve fare completo affidamento sul metabolismo anaerobico (cioè senza ossigeno). A questo punto si verifica un debito di ossigeno, mentre i livelli di lattato nel sangue cominciano ad elevarsi. In termini generali, la capacità di un individuo di continuare a svolgere l'esercizio in deficit di ossigeno e con aumento dei livelli di lattato si chiama capacità anaerobica.
Come altre modalità di Interval training ad alta intensità, il Tabata andrebbe praticato su macchinari che impegnano maggiori catene muscolari sinergiche, che prevedono il carico antigravitario, e che non mantengono alcuna componente statica. Questo perché a parità di intensità consentono più facilmente l'innalzamento della frequenza cardiaca e del consumo di ossigeno, un maggiore dispendio energetico, e una percezione della fatica proporzionalmente minore. A questo proposito sarebbero adatti il treadmill, lo stepper, lo stair climber, o l’elliptical trainer.
Il Tabata training si presenta come la forma di Interval training ad alta intensità più intensa, prevedendo livelli di fatica massimali (riconoscibili nei punteggi tra 19 e 20 sulla Scala RPE) e un battito cardiaco che facilmente raggiunge valori vicini al massimale (100% FCmax), mentre i tempi di recupero sono estremamente brevi. Per tali caratteristiche questo è un tipo di allenamento molto avanzato e adatto ad atleti esperti. I principianti dovrebbero iniziare con l'interval training leggero e gradualmente farsi strada fino a questo livello di intensità. Sebbene venga generalmente incluso nella categoria di esercizi High Intensity Interval Training, il Tabata training trova delle notevoli distinzioni su diversi punti rispetto alla versione classica. Effettivamente anche il Tabata può essere considerato una forma di Interval training ad alta intensità, ma differisce dal tradizionale HIIT proposto in ambito fitness per le intensità di picco più elevate, la durata dello sprint mediamente inferiore, il recupero più breve di circa 10 volte, il recupero passivo piuttosto che attivo, e soprattutto una durata totale dell'allenamento di almeno 5 volte inferiore.
Alcuni suggerimenti forniti dai ricercatori per organizzare una sessione Tabata training sicura e di successo:
- Assicurarsi di essere sufficientemente riscaldati.
- Utilizzare esercizi o apparecchiature che si basano su grandi gruppi muscolari, come, ad esempio, squat jump o cyclette.
- Utilizzare modifiche come lo squat con peso corporeo o una camminata a passo svelto su tapis roulant per gli individui meno allenati.
- Per i soggetti senza esperienza, iniziare con 4-6 giri, lavorando fino ad un massimo di 8.

### Tabata e dimagrimento
In base ai risultati positivi ottenuti sul miglioramento della capacità aerobica e anaerobica, il Tabata training è stato frequentemente proposto in ambito fitness come un efficace metodo per dimagrire, visti anche i vantaggi in termini di durata totale dell'allenamento (4 minuti esclusi riscaldamento e defaticamento). Sebbene gli effetti del Tabata training sul dimagrimento non siano mai stati stabiliti tramite ricerche dirette, ciò che avvalora tali ipotesi sono i riscontri positivi ottenuti in generale dall'applicazione dell'High Intensity Interval Training in molte ricerche scientifiche, dove spesso i risultati si sono rivelati superiori all'attività aerobica tradizionale a moderata intensità, sia in termini di dispendio calorico e lipidico nel post-allenamento fino a 24 ore, sia in termini di effettivo dimagrimento.
Nonostante l'esercizio cardiovascolare aerobico ad intensità moderata consumi più lipidi durante l'esercizio, il dispendio energetico totale, quindi anche nel post-esercizio, è maggiore in proporzione all'intensità dell'esercizio. Questo dato è particolarmente significativo considerando che, nonostante l'esercizio ad alta intensità consumi più carboidrati, il dispendio calorico per svariate ore a seguito dell'allenamento si sposta maggiormente sull'ossidazione di lipidi piuttosto che glucidi e naturalmente questo aumenta maggiormente a seguito dell'esercizio ad alta intensità. L'esercizio cardio ad alta intensità influisce in positivo sul profilo ormonale, in quanto eleva maggiormente i livelli di ormoni lipolitici quali il GH e le catecolammine (adrenalina, noradrenalina), e causa una minore elevazione dei livelli di cortisolo, ormone catabolico sul tessuto muscolare più sensibile alla durata dell'esercizio. Considerando la durata molto breve dell'allenamento Tabata e i potenziali risultati positivi sulla riduzione della massa grassa, ciò potrebbe far riflettere sui vantaggi nella tempistica prevista in questo protocollo rispetto all'aerobica tradizionale a parità o a superiorità di risultati (4 minuti contro 45-60 minuti dello steady state), e mettere ancora una volta in risalto il potenziale favorevole dell'esercizio anaerobico (Interval training o pesi) sul dimagrimento, come suggerisce la letteratura scientifica recente.
Nel marzo 2021 si è tornato a parlare del Metodo Tabata durante il Festival di Sanremo grazie alla cantante Noemi che ha postato una foto sul suo profilo Instagram dichiarando di essere dimagrita proprio grazie a questo programma di allenamento.

### Varianti del Tabata
Essendo una forma di High Intensity Interval Training, il Tabata training nasce come protocollo tipicamente cardiovascolare prevedendo uno sprint ad alta intensità. Alcuni professionisti del fitness e ricerche recenti hanno però iniziato a proporre il Tabata come metodica da applicare all'esercizio coi pesi (resistance training), oppure con kettlebell, esercizi a corpo libero o pliometria. La prestazione consisterebbe nell'eseguire esercizi multiarticolari ad alta sinergia ai pesi liberi con carichi bassi per 20 secondi alla massima velocità possibile, intervallandoli a 10 secondi di riposo in un ciclo della durata di 4 minuti. Si tratterebbe quindi di una modalità che trova delle analogie con l'allenamento di potenza con sovraccarichi, tranne per il fatto che le pause sono minime e la durata totale dell'allenamento è molto inferiore. In questa variante del Tabata viene proposto soprattutto l'utilizzo dello squat, ma possono essere introdotti una grande varietà di esercizi.
Altre ricerche recenti hanno infatti testato il Tabata usando esercizi callistenici e pliometrici. I tempi di esecuzione sono chiaramente i medesimi della variante cardiovascolare. Ad ogni modo, anche il Tabata con sovraccarichi è stato concepito come metodo dimagrante, andando ad aggiungersi a quelle modalità di allenamento coi pesi mirate alla riduzione della massa grassa, come era stato in anni passati il German Body Composition (GBC) di Charles Poliquin o i recenti Metabolic Resistance Training (MRT) di Brad Schoenfeld e Stubborn Fat Protocol (SFP) di Lyle McDonald.

## Esempi di Tabata training

### Tabata cardio classico[2][9]
Riscaldamento:
- Treadmill 5' 50% VO2max

Parte centrale:
- Treadmill 20" 170% VO2max
- Riposo 10"

*Ripetere il ciclo per 8 volte per un totale di 4 minuti.
Defaticamento:
- Treadmill 5' 50% VO2max

### Tabata coi pesi 1[16]
Riscaldamento:
- Treadmill 5' 50% VO2max

Parte centrale:
- Squat massime ripetizioni in 20"
- Riposo 10"

*Ripetere il ciclo per 8 volte per un totale di 4 minuti.
Defaticamento:
- Treadmill 5' 50% VO2max

### Tabata coi pesi 2[31]
Riscaldamento:
- Treadmill 5' 50% VO2max

Parte centrale:
- Affondi inversi multipower max rip x 20" 10"
- Shoulder press o Thruster max rip x 20" 10"
- Mezzi stacchi alla rumena max rip x 20" 10"
- Girate al petto max rip x 20" 10"
- Affondi inversi multipower max rip x 20" 10"
- Shoulder press o Thruster max rip x 20" 10"
- Mezzi stacchi alla rumena max rip x 20" 10"
- Girate al petto max rip x 20" 10"

Defaticamento:
- Treadmill 5' 50% VO2max

## Altri metodi cardiofitness
- Steady State Training (SST)
- Cardio-Peripheral Heart Action (Cardio-PHA)
- Power Aerobic Circuit (PAC)
- Circuit Training (CT)
- Stubborn Fat Protocol (SFP)
- High Intensity Interval Training (HIIT)
- Little method
- Step-Wise Interval Training
- Spot reduction (SR)
- Aerobic Circuit Training (ACT)
- Aerobica Tonificazione Aerobica (ATA)
- Fartlek
- Concurrent training